# Апостол Силуан
Апостол Силуан или Прохор ђакон је био један седам ђакона и један од седамдесет Христових апостола. Апостол Павле га спомиње у својим посланицама Прва Петрова (1 Пет 5,12) и Друга посланица Коринћанима (2 Кор 1,19). 
Био је епископ града Солуна.
Православна црква га прославља 30. јула по јулијанском календару.